# Obaba
Obaba es una película española dirigida por Montxo Armendáriz y estrenada en 2005.

## Elenco principal
- Bárbara Lennie (Lourdes)
- Pilar López de Ayala (La maestra)
- Eduard Fernández (Lucas)
- Juan Diego Botto (Miguel)
- Héctor Colomé (Ismael)
- Lluís Homar (Esteban adulto)
- Mercedes Sampietro (Madre de Miguel)
- Txema Blasco (Tomás adulto)
- Peter Lohmeyer (Padre de Esteban)
- Ryan Lee Cameron (Esteban)
- Jose Maria Asin (Cura)
- Álvaro Corvillo (Lucas)

## Argumento
Lourdes, con apenas 23 años, emprende un viaje hacia los territorios de Obaba. En su equipaje lleva una pequeña cámara de vídeo. Con ella quiere atrapar la realidad de Obaba, de su mundo, de sus gentes. Quiere captar el presente, mostrarlo tal como es. Pero Obaba no es el lugar que Lourdes ha imaginado, y pronto descubre que quienes viven allí, como Merche, Ismael o Tomás, están anclados en un pasado del que no pueden -o no quieren- escapar.
A través de ellos y de Miguel -un joven desenvuelto y alegre, con quien entabla amistad-, Lourdes va conociendo retazos de sus vidas: de antes, de cuando fueron niños o adultos, y de ahora, de cuando algunos, todavía, siguen manteniendo ilusiones.

## Comentarios
Basada en la novela Obabakoak de Bernardo Atxaga, la película trata de la naturaleza del misterio, de la búsqueda de lo desconocido, de las cosas no dichas y, también, de las que decimos y hacemos: miradas, gestos y actitudes que, unas veces de forma consciente y otras muchas sin pretenderlo, determinan el sentido de nuestra existencia.[cita requerida]

## Palmarés cinematográfico
- 1 Premio Goya al Mejor sonido en la 20.ª edición (10 nominaciones).
- 1 nominación a la Concha de Oro.
- 5 nominaciones a los Premios del Círculo de Escritores Cinematográficos.
- 1 nominación a los Premis Butaca de teatre i cinema de Catalunya.
- 1 nominación a los Premios Fotogramas de Plata en 2006.
- 2 premios en la Entrega Anual de Premios ACE (2 nominaciones).
- 1 nominación a los Premios Unión de Actores en 2006.